# Balkáni bucó
A balkáni bucó (Zingel balcanicus) a sugarasúszójú halak (Actinopterygii) osztályának sügéralakúak (Perciformes) rendjébe, ezen belül a sügérfélék (Percidae) családjába tartozó faj.

## Előfordulása
A balkáni bucó amint a neve is mutatja, a Balkán-félsziget lakója. Ez a halfaj a Vardar folyó középső szakaszán (Smokvicától Siricinóig), valamint az Észak-Macedóniában levő Treska és Macedonski Brod folyókban lelhető fel. Görögország területén eddig még nem vették észre; azonban meglehet, hogy egészen Axioupoli-ig megtalálható.

## Megjelenése
E bucófaj legfeljebb 15,5 centiméteresre nőhet meg. Az első hátúszóján 7-9, míg a másodikon csak 2 tüske ül. A pofáján csak 2-6 pikkely látható. Az oldalvonalán 73-83+5-6 pikkely van.

## Életmódja
Mérsékelt övi halfaj, amely a nagyobb folyók medrének a közelében él.